# Jordanów Śląski
Jordanów Śląski è un distretto rurale (distretto amministrativo) nella contea di Breslavia, Voivodato della Bassa Slesia, nella Polonia sud-occidentale . La sua sede è il villaggio di Jordanów Śląski , che si trova a circa 32 chilometri a sud della capitale regionale Breslavia.
Il comune polacco ricopre una superficie di 56,62 km² (21,9 miglia quadrate) e nel 2006 contava 3 018 abitanti.

## Geografia
Jordanów Śląski è delimitata dai comuni di Borów, Kobierzyce, Kondratowice, Łagiewniki e Sobótka.

## Località
Il comune polacco contiene le località di Biskupice, Dankowice, Glinica, Rokiciny, Jezierzyce Wielkie, Jordanów Śląski, Mleczna, Piotrówek, Popowice, Pożarzyce, Tomice, Wilczkowice e Winna Góra.